# Bram van der Lek
Bram van der Lek (Delft, 20 mei 1931 – Dieren, 29 november 2013) was een Nederlands politicus. Namens de Pacifistisch Socialistische Partij (PSP) was hij lid van de Tweede Kamer, de Eerste Kamer en het Europees Parlement. Ook was hij enige tijd voorzitter van de Vereniging Milieudefensie.

## Loopbaan
Van der Lek bracht zijn jeugd door in zijn geboortestad Delft. In 1950 verhuisde hij tijdens zijn gymnasiumopleiding naar Den Haag, waar hij aan het Gymnasium Haganum zijn middelbareschoolopleiding voltooide. Vervolgens studeerde hij biologie aan de Rijksuniversiteit Utrecht tot 1956. Hij promoveerde aan die universiteit in 1967 en gaf enige jaren les aan de Werkplaats Kindergemeenschap te Bilthoven.
Twee jaar na zijn afstuderen werd hij lid van de PSP. Van 1967 tot 1971 was hij lid van de Tweede Kamer. In 1972 volgde hij Hans Wiebenga op als lijsttrekker van de PSP en werd hij fractievoorzitter in de Tweede Kamer. Na een verkiezingsnederlaag in 1977 werd hij in 1978 als fractievoorzitter opgevolgd door Fred van der Spek. Van 1981 tot 1983 was Van der Lek voorzitter van de PSP, terwijl hij van 1983 tot 1984 de partij vertegenwoordigde in de Eerste Kamer en de Kamerfractie leidde. Hij verliet de senaat om lid te worden van het Europees Parlement, wat hij tot 1989 bleef.
In de Tweede Kamer was hij met name actief op het terrein van het milieu. Hij was de eerste die, tot verbazing van de rest van de Kamer, dit toen nieuwe begrip bezigde. In 1972 schreef hij Het Milieuboekje, een van de eerste Nederlandstalige populaire publicaties over het milieuvraagstuk. Hij zette zich ook actief in om de vervuiling in de Rotterdamse en Amsterdamse industriegebieden tegen te gaan.
Van der Leks opvattingen over menselijke vrijheid leidden enige malen tot opvallende optredens. Hij schaarde zich tijdens de bezetting van Dennendal, destijds de zwakzinnigenafdeling van de Willem Arntsz Stichting te Den Dolder, in 1971 achter de bezetters. Hij steunde de vernieuwende opvattingen over meer vrijheden voor zwakzinnigen uitgedragen door de rebellerende zorgverleners onder leiding van psycholoog Carel Muller. Hij liet zich, toen het paviljoen door de politie ontruimd werd, ook arresteren. Daarnaast sprak Van der Lek zich op 24 juni 1975 in een uitzending van de NCRV-actualiteitenrubriek Hier en Nu uit voor het legaliseren van vrijwillige seksuele omgang van kinderen met volwassenen. Deze stellingname van Van der Lek kwam overigens overeen met het verkiezingsprogramma van de PSP, waarin werd gepleit voor 'afschaffing van de strafbaarstelling van pedofilie'.
Op 24 april 1976 onthulde weekblad Elsevier dat op de Amerikaanse ambassade een lijst circuleerde met daarop de namen van dertig Nederlandse KGB-agenten, onder wie een Tweede Kamerlid van een progressieve partij. De dagbladen De Limburger en BN DeStem maakten vervolgens bekend dat het hierbij om Van der Lek zou gaan. Van der Lek begon een proces om de bron van het verhaal te achterhalen. Een arrest van de Hoge Raad bepaalde uiteindelijk dat journalisten zich in dergelijke gevallen niet op hun verschoningsrecht mogen beroepen. Ferry Hoogendijk, hoofdredacteur van Elsevier, voelde zich vervolgens verplicht om namen te noemen in een poging strafvervolging te ontlopen. Op 21 maart 1980 liet Van der Lek tijdens een persconferentie echter weten doodziek te zijn 'van een dergelijk steekspel met spitsvondigheden. Ik zet er nu een punt achter, ik geloof het verder wel'.
In de jaren 80 steunde Van der Lek de IKV-campagne tegen de kernwapens door met regelmaat artikelen in diverse dagbladen te publiceren. Ook werd hij voorzitter van de vereniging Milieudefensie.
Van der Lek overleed in 2013 op 82-jarige leeftijd.

## Publicaties
- Photosensitive melanophores. Some aspects of the light-induced pigment migrations in the tail fin melanophores of the larvae of the clawed toad, Xenopus laevis (Daud.) 1967, proefschrift Utrecht
- Partijvernieuwing? 1967, Erik Jurgens, Dirk Th. Kuiper, B. van der Lek, et al.
- Het milieuboekje over produktie, vervuiling en actie 1972, Amsterdam, Van Gennep
- Uitputting milieu, uitbuiting Derde Wereld 1972, Odijk, Studio Kosmopolitiek
- Agressie 1980, Leiden, Stichting Bio-Wetenschappen en Maatschappij, serie Cahiers bio-wetenschappen en maatschappij ; 0921-3457 jg. 6, no. 1,
- 'Wat voor kansen heeft de "zachte" koers?' n.a.v. 'Naar een zonneënergie-maatschappij : een scenario door Barry Commoner', in: Ekologie: Strohalm tijdschrift over milieu en maatschappij, nr. 8 (1980), p. 517-523.

- Biografisch Portaal: 20243073
- Gemeinsame Normdatei: 170369900
- International Standard Name Identifier: 0000 0003 9029 8615
- Nederlandse Thesaurus van Auteursnamen: 069707804
- Parlement.com: vg09ll2rq6qr
- Virtual International Authority File: 283869072
- WorldCat: E39PBJgHbwgWBCVdxG3TP63CwC